# 중국조코속
중국조코속(Eospalax)은 소경쥐과에 속하는 설치류 속이다. 중국 중부와 북동부 지역에서 발견되는 3종으로 이루어져 있다.

## 특징
꼬리를 제외한 몸길이가 25cm 이상이고 몸무게는 최대 600g이다.

## 분포
중국의 토착종이다. 대부분 중국 중부와 북동부 지역에 분포한다.

## 하위 종
- 중국조코 (Eospalax fontanierii)
- 로트실트조코 (Eospalax rothschildi)
- 스미스조코 (Eospalax smithii)